# Torneo Clausura 2025 (Nicaragua)
El Torneo Clausura 2025 fue la edición 104.ª del campeonato de liga de la Primera División del fútbol nicaragüense.

## Sistema de competición
El torneo de la Liga Primera está conformado en tres partes:
- Fase de clasificación: 10 equipos juegan todos contra todos a dos vueltas durante 18 jornadas. Primer y segundo lugar clasifican directamente a semifinales. Del tercero al sexto lugar disputan repechaje.

En la etapa regular se observará el sistema de puntos. La ubicación en la tabla general está sujeta a lo siguiente:
- Por juego ganado se obtendrán tres puntos.
- Por juego empatado se obtendrá un punto.
- Por juego perdido no se otorgan puntos.

En esta fase participan los 10 clubes de la Liga Primera jugando en cada torneo todos contra todos durante las 18 jornadas respectivas, a visita recíproca.
- Repechaje: Se juega a un solo partido de acuerdo a las posiciones de la Etapa Regular: 3.º vs 6.º y 4.º vs 5.º, siendo locales los equipos ubicados en el Tercer y Cuarto puesto. El ganador de cada partido avanza a semifinales donde el equipo que esté mejor ubicado en la tabla enfrentará al segundo lugar de la tabla y el peor ubicado enfrentará al primer lugar de la tabla.
- Fase final: Se juega a visitas recíprocas, donde el equipo que clasificó directo a semifinales juega la ida como visitante y la vuelta de local. Los ganadores de ambas semifinales clasifican a la final, donde el equipo mejor ubicado en la tabla juega la ida como visitante y la vuelta de local.

## Equipos participantes

### Equipos por departamento
| ART Jalapa Diriangén Managua Matagalpa Ocotal Rancho Santana Real Estelí Sébaco UNAN Managua Walter Ferretti |

| N.º | Departamento  | Equipos                                          |
| --- | ------------- | ------------------------------------------------ |
| 3   | Managua       | Managua FC, UNAN Managua FC y CD Walter Ferretti |
| 2   | Matagalpa     | Matagalpa FC y CS Sébaco                         |
| 2   | Nueva Segovia | ART Jalapa y CD Ocotal                           |
| 1   | Carazo        | Diriangén FC                                     |
| 1   | Estelí        | Real Estelí FC                                   |
| 1   | Rivas         | Rancho Santana FC                                |

### Información de los equipos
| Equipo          | Ciudad    | Entrenador        | Capitán           | Estadio                | Capacidad |
| --------------- | --------- | ----------------- | ----------------- | ---------------------- | --------- |
| ART Jalapa      | Jalapa    | Jairo Basabe      | Jehu Flores       | Alejandro Ramos Turcio | 2 000     |
| Diriangén       | Diriamba  | José Giacone      | Erick Téllez      | Cacique Diriangén      | 8 000     |
| Managua         | Managua   | Emilio Aburto     | Juan Barrera      | Nacional               | 15 000    |
| Matagalpa       | Matagalpa | Héctor Medina     | Robinson da Silva | Carlos Fonseca         | 2 200     |
| Ocotal          | Ocotal    | Juan Pastrana     | Huberts Ibarra    | Roy Fernando Bermúdez  | 4 000     |
| Rancho Santana  | Tola      | Jonathan Orellana | Dayron Benavides  | Nacional               | 15 000    |
| Real Estelí     | Estelí    | Otoniel Olivas    | Josué Quijano     | Independencia          | 11 000    |
| Sébaco          | Sébaco    | Sergio Rodríguez  | Mario Ramírez     | Carlos Fonseca         | 2 200     |
| UNAN Managua    | Managua   | Luis Vega         | Nahum Peralta     | Nacional               | 15 000    |
| Walter Ferretti | Managua   | Mauricio Cruz     | Jorge Betancur    | Nacional               | 15 000    |

## Fase de clasificación

### Tabla de posiciones
| Pos. | Equipo             | Pts. | PJ | G  | E | P  | GF | GC | Dif. | Clasificación |
| ---- | ------------------ | ---- | -- | -- | - | -- | -- | -- | ---- | ------------- |
| 1    | Real Estelí FC     | 46   | 18 | 15 | 1 | 2  | 42 | 17 | +25  | Semifinales   |
| 2    | Managua FC         | 36   | 18 | 11 | 3 | 4  | 31 | 14 | +17  | Semifinales   |
| 3    | Diriangén FC       | 35   | 18 | 11 | 2 | 5  | 34 | 21 | +13  | Repechaje     |
| 4    | CD Walter Ferretti | 23   | 18 | 6  | 5 | 7  | 19 | 17 | +2   | Repechaje     |
| 5    | CS Sébaco          | 23   | 18 | 6  | 5 | 7  | 18 | 22 | −4   | Repechaje     |
| 6    | Matagalpa FC       | 21   | 18 | 5  | 6 | 7  | 25 | 30 | −5   | Repechaje     |
| 7    | UNAN Managua FC    | 20   | 18 | 5  | 5 | 8  | 19 | 27 | −8   |               |
| 8    | ART Jalapa         | 18   | 18 | 4  | 6 | 8  | 18 | 25 | −7   |               |
| 9    | Rancho Santana FC  | 15   | 18 | 3  | 6 | 9  | 15 | 26 | −11  |               |
| 10   | CD Ocotal          | 12   | 18 | 3  | 3 | 12 | 18 | 40 | −22  |               |

 Fuente: Liga Primera

### Tabla General
| Pos. | Equipo             | Pts. | PJ | G  | E  | P  | GF | GC | Dif. | Clasificación                |
| ---- | ------------------ | ---- | -- | -- | -- | -- | -- | -- | ---- | ---------------------------- |
| 1    | Real Estelí FC     | 82   | 36 | 25 | 7  | 4  | 78 | 31 | +47  | Copa Centroamericana 2025    |
| 2    | Diriangén FC       | 75   | 36 | 23 | 6  | 7  | 88 | 36 | +52  | Copa Centroamericana 2025    |
| 3    | Managua FC         | 60   | 36 | 18 | 6  | 12 | 59 | 41 | +18  | Copa Centroamericana 2025    |
| 4    | CD Walter Ferretti | 52   | 36 | 14 | 10 | 12 | 40 | 32 | +8   |                              |
| 5    | Matagalpa FC       | 52   | 36 | 13 | 13 | 10 | 55 | 52 | +3   |                              |
| 6    | CS Sébaco          | 47   | 36 | 12 | 11 | 13 | 42 | 42 | 0    |                              |
| 7    | UNAN Managua FC    | 39   | 36 | 10 | 9  | 17 | 39 | 62 | −23  |                              |
| 8    | ART Jalapa         | 38   | 36 | 9  | 11 | 16 | 36 | 54 | −18  |                              |
| 9    | Rancho Santana FC  | 27   | 36 | 6  | 9  | 21 | 29 | 66 | −37  | Repechaje por la permanencia |
| 10   | CD Ocotal          | 24   | 36 | 6  | 6  | 24 | 33 | 83 | −50  | Descenso de categoría        |

 Fuente: Liga Primera
Notas:
1. ↑  Campeón Torneo Apertura 2024
2. ↑  Campeón Torneo Clausura 2025

### Evolución de la Clasificación
| Jornada            | 1  | 2  | 3  | 4  | 5  | 6  | 7  | 8  | 9  | 10 | 11 | 12 | 13 | 14 | 15 | 16 | 17 | 18 |
| Equipo             |    |    |    |    |    |    |    |    |    |    |    |    |    |    |    |    |    |    |
| ------------------ | -- | -- | -- | -- | -- | -- | -- | -- | -- | -- | -- | -- | -- | -- | -- | -- | -- | -- |
| Real Estelí FC     | 8  | 4  | 4  | 3  | 3  | 2  | 3  | 3  | 3  | 2  | 1  | 1  | 1  | 1  | 1  | 1  | 1  | 1  |
| Managua FC         | 3  | 3  | 1  | 1  | 2  | 1  | 1  | 2  | 2  | 3  | 3  | 2  | 2  | 2  | 2  | 2  | 2  | 2  |
| Diriangén FC       | 1  | 1  | 3  | 2  | 1  | 3  | 2  | 1  | 1  | 1  | 2  | 3  | 3  | 3  | 3  | 3  | 3  | 3  |
| CD Walter Ferretti | 2  | 5  | 8  | 9  | 8  | 5  | 5  | 5  | 5  | 7  | 9  | 6  | 6  | 7  | 6  | 7  | 6  | 4  |
| CS Sébaco          | 9  | 10 | 9  | 5  | 5  | 8  | 8  | 8  | 6  | 4  | 5  | 4  | 4  | 5  | 4  | 5  | 4  | 5  |
| Matagalpa FC       | 10 | 6  | 7  | 6  | 7  | 9  | 9  | 9  | 8  | 9  | 7  | 8  | 8  | 4  | 5  | 4  | 5  | 6  |
| UNAN Managua FC    | 6  | 7  | 5  | 7  | 9  | 6  | 6  | 6  | 9  | 5  | 4  | 5  | 5  | 6  | 7  | 6  | 7  | 7  |
| ART Jalapa         | 5  | 8  | 6  | 8  | 6  | 7  | 7  | 7  | 7  | 8  | 6  | 7  | 7  | 8  | 8  | 8  | 8  | 8  |
| Rancho Santana FC  | 4  | 2  | 2  | 4  | 4  | 4  | 4  | 4  | 4  | 6  | 8  | 9  | 9  | 9  | 9  | 9  | 9  | 9  |
| CD Ocotal          | 7  | 9  | 10 | 10 | 10 | 10 | 10 | 10 | 10 | 10 | 10 | 10 | 10 | 10 | 10 | 10 | 10 | 10 |

## Resultados
| ART Jalapa         | 0 - 0 | UNAN Managua FC | Alejandro Ramos Turcio | 18 de enero  | 15:00 |
| Rancho Santana FC  | 3 - 2 | Real Estelí FC  | Nacional               | 18 de enero  | 17:00 |
| CD Walter Ferretti | 3 - 0 | CS Sébaco       | Nacional               | 18 de enero  | 20:00 |
| Matagalpa FC       | 0 - 4 | Diriangén FC    | Carlos Fonseca         | 19 de enero  | 15:00 |
| CD Ocotal          | 2 - 3 | Managua FC      | Roy Fernando Bermúdez  | 5 de febrero | 18:00 |

| Rancho Santana FC | 4 - 0 | ART Jalapa         | Nacional              | 22 de enero   | 16:00 |
| Real Estelí FC    | 2 - 0 | CD Walter Ferretti | Independencia         | 22 de enero   | 18:00 |
| UNAN Managua FC   | 0 - 2 | Diriangén FC       | Nacional              | 22 de enero   | 20:00 |
| CS Sébaco         | 0 - 2 | Managua FC         | Carlos Fonseca        | 23 de enero   | 15:00 |
| CD Ocotal         | 0 - 1 | Matagalpa FC       | Roy Fernando Bermúdez | 12 de febrero | 18:00 |

| UNAN Managua FC | 1 - 0 | CD Walter Ferretti | Nacional               | 25 de enero | 15:00 |
| ART Jalapa      | 2 - 0 | CD Ocotal          | Alejandro Ramos Turcio | 25 de enero | 17:00 |
| Real Estelí FC  | 2 - 0 | Matagalpa FC       | Independencia          | 25 de enero | 19:00 |
| Diriangén FC    | 0 - 3 | CS Sébaco          | Cacique Diriangén      | 26 de enero | 13:00 |
| Managua FC      | 1 - 0 | Rancho Santana FC  | Nacional               | 26 de enero | 17:00 |

| ART Jalapa         | 0 - 1 | CS Sébaco         | Alejandro Ramos Turcio | 28 de enero   | 15:00 |
| CD Ocotal          | 0 - 2 | Real Estelí FC    | Roy Fernando Bermúdez  | 29 de enero   | 19:00 |
| Managua FC         | 1 - 0 | UNAN Managua FC   | Nacional               | 30 de enero   | 17:00 |
| CD Walter Ferretti | 0 - 2 | Diriangén FC      | Nacional               | 6 de febrero  | 19:00 |
| Matagalpa FC       | 2 - 1 | Rancho Santana FC | Carlos Fonseca         | 26 de febrero | 15:00 |

| Real Estelí FC     | 1 - 2 | ART Jalapa      | Independencia     | 1 de febrero | 18:00 |
| CS Sébaco          | 1 - 1 | Matagalpa FC    | Carlos Fonseca    | 2 de febrero | 15:00 |
| CD Walter Ferretti | 5 - 2 | CD Ocotal       | Nacional          | 2 de febrero | 16:00 |
| Diriangén FC       | 1 - 0 | Managua FC      | Cacique Diriangén | 2 de febrero | 18:00 |
| Rancho Santana FC  | 0 - 0 | UNAN Managua FC | Nacional          | 2 de febrero | 20:00 |

| Matagalpa FC      | 0 - 1 | CD Walter Ferretti | Carlos Fonseca         | 9 de febrero  | 15:00 |
| Rancho Santana FC | 3 - 1 | CD Ocotal          | Nacional               | 9 de febrero  | 17:00 |
| UNAN Managua FC   | 3 - 2 | CS Sébaco          | Nacional               | 9 de febrero  | 20:00 |
| ART Jalapa        | 0 - 0 | Managua FC         | Alejandro Ramos Turcio | 12 de febrero | 15:00 |
| Real Estelí FC    | 2 - 1 | Diriangén FC       | Independencia          | 23 de abril   | 19:00 |

| CD Ocotal          | 3 - 2 | UNAN Managua FC   | Roy Fernando Bermúdez | 15 de febrero | 17:00 |
| Diriangén FC       | 4 - 1 | ART Jalapa        | Cacique Diriangén     | 15 de febrero | 19:00 |
| Managua FC         | 1 - 0 | Matagalpa FC      | Nacional              | 16 de febrero | 17:00 |
| CS Sébaco          | 1 - 3 | Real Estelí FC    | Carlos Fonseca        | 16 de febrero | 18:00 |
| CD Walter Ferretti | 0 - 0 | Rancho Santana FC | Nacional              | 16 de febrero | 20:00 |

| Matagalpa FC      | 2 - 2 | UNAN Managua FC    | Carlos Fonseca         | 19 de febrero | 15:00 |
| ART Jalapa        | 0 - 0 | CD Walter Ferretti | Alejandro Ramos Turcio | 19 de febrero | 15:00 |
| Real Estelí FC    | 1 - 1 | Managua FC         | Independencia          | 19 de febrero | 18:00 |
| CD Ocotal         | 0 - 0 | CS Sébaco          | Roy Fernando Bermúdez  | 20 de febrero | 17:00 |
| Rancho Santana FC | 0 - 1 | Diriangén FC       | Nacional               | 20 de febrero | 19:00 |

| Matagalpa FC   | 3 - 3 | ART Jalapa         | Carlos Fonseca    | 22 de febrero | 15:00 |
| Real Estelí FC | 5 - 0 | UNAN Managua FC    | Independencia     | 22 de febrero | 18:00 |
| CS Sébaco      | 1 - 0 | Rancho Santana FC  | Carlos Fonseca    | 23 de febrero | 15:00 |
| Managua FC     | 2 - 0 | CD Walter Ferretti | Nacional          | 23 de febrero | 17:00 |
| Diriangén FC   | 5 - 0 | CD Ocotal          | Cacique Diriangén | 23 de febrero | 18:00 |

| Managua FC      | 1 - 1 | CD Ocotal          | Nacional          | 1 de marzo | 17:00 |
| Real Estelí FC  | 3 - 0 | Rancho Santana FC  | Independencia     | 1 de marzo | 18:00 |
| UNAN Managua FC | 1 - 0 | ART Jalapa         | Nacional          | 1 de marzo | 20:00 |
| CS Sébaco       | 1 - 0 | CD Walter Ferretti | Carlos Fonseca    | 2 de marzo | 15:00 |
| Diriangén FC    | 3 - 1 | Matagalpa FC       | Cacique Diriangén | 2 de marzo | 18:00 |

| Matagalpa FC       | 3 - 0 | CD Ocotal         | Carlos Fonseca         | 8 de marzo | 15:00 |
| Managua FC         | 1 - 0 | CS Sébaco         | Nacional               | 8 de marzo | 17:00 |
| Diriangén FC       | 0 - 2 | UNAN Managua FC   | Cacique Diriangén      | 8 de marzo | 19:00 |
| ART Jalapa         | 2 - 0 | Rancho Santana FC | Alejandro Ramos Turcio | 9 de marzo | 15:00 |
| CD Walter Ferretti | 0 - 1 | Real Estelí FC    | Nacional               | 9 de marzo | 17:00 |

| Matagalpa FC       | 2 - 4 | Real Estelí FC  | Carlos Fonseca        | 12 de marzo | 15:00 |
| CS Sébaco          | 1 - 1 | Diriangén FC    | Carlos Fonseca        | 13 de marzo | 15:00 |
| CD Ocotal          | 2 - 0 | ART Jalapa      | Roy Fernando Bermúdez | 15 de marzo | 17:00 |
| CD Walter Ferretti | 3 - 0 | UNAN Managua FC | Nacional              | 19 de marzo | 19:00 |
| Rancho Santana FC  | 0 - 4 | Managua FC      | Nacional              | 2 de abril  | 21:00 |

| Rancho Santana FC | 1 - 1 | Matagalpa FC       | Nacional          | 22 de marzo | 20:00 |
| CS Sébaco         | 0 - 0 | ART Jalapa         | Carlos Fonseca    | 15 de abril | 15:00 |
| UNAN Managua FC   | 1 - 3 | Managua FC         | Nacional          | 16 de abril | 17:00 |
| Real Estelí FC    | 3 - 2 | CD Ocotal          | Independencia     | 16 de abril | 19:00 |
| Diriangén FC      | 1 - 0 | CD Walter Ferretti | Cacique Diriangén | 16 de abril | 20:00 |

| ART Jalapa      | 1 - 2 | Real Estelí FC     | Alejandro Ramos Turcio | 29 de marzo | 15:00 |
| Managua FC      | 5 - 0 | Diriangén FC       | Nacional               | 29 de marzo | 17:00 |
| UNAN Managua FC | 1 - 1 | Rancho Santana FC  | Nacional               | 29 de marzo | 20:00 |
| Matagalpa FC    | 5 - 2 | CS Sébaco          | Carlos Fonseca         | 30 de marzo | 15:00 |
| CD Ocotal       | 2 - 2 | CD Walter Ferretti | Roy Fernando Bermúdez  | 30 de marzo | 18:00 |

| Diriangén FC       | 2 - 4 | Real Estelí FC    | Cacique Diriangén     | 5 de abril | 19:00 |
| Managua FC         | 3 - 1 | ART Jalapa        | Nacional              | 5 de abril | 21:00 |
| CS Sébaco          | 3 - 1 | UNAN Managua FC   | Carlos Fonseca        | 6 de abril | 15:00 |
| CD Ocotal          | 2 - 0 | Rancho Santana FC | Roy Fernando Bermúdez | 6 de abril | 18:00 |
| CD Walter Ferretti | 0 - 0 | Matagalpa FC      | Nacional              | 7 de abril | 19:00 |

| ART Jalapa        | 2 - 2 | Diriangén FC       | Alejandro Ramos Turcio | 12 de abril | 17:00 |
| Real Estelí FC    | 1 - 0 | CS Sébaco          | Independencia          | 12 de abril | 19:00 |
| Matagalpa FC      | 3 - 1 | Managua FC         | Carlos Fonseca         | 13 de abril | 15:00 |
| UNAN Managua FC   | 4 - 0 | CD Ocotal          | Nacional               | 13 de abril | 17:00 |
| Rancho Santana FC | 1 - 1 | CD Walter Ferretti | Nacional               | 13 de abril | 20:00 |

| CD Walter Ferretti | 2 - 1 | ART Jalapa        | Nacional          | 26 de abril | 17:00 |
| UNAN Managua FC    | 1 - 1 | Matagalpa FC      | Nacional          | 26 de abril | 20:00 |
| CS Sébaco          | 2 - 1 | CD Ocotal         | Carlos Fonseca    | 27 de abril | 15:00 |
| Managua FC         | 1 - 2 | Real Estelí FC    | Nacional          | 27 de abril | 17:00 |
| Diriangén FC       | 3 - 0 | Rancho Santana FC | Cacique Diriangén | 27 de abril | 19:00 |

| Rancho Santana FC  | 1 - 1 | CS Sébaco      | Nacional               | 30 de abril | 17:00 |
| CD Ocotal          | 0 - 2 | Diriangén FC   | Roy Fernando Bermúdez  | 30 de abril | 17:00 |
| UNAN Managua FC    | 1 - 2 | Real Estelí FC | Cacique Diriangén      | 1 de mayo   | 18:00 |
| CD Walter Ferretti | 2 - 1 | Managua FC     | Nacional               | 1 de mayo   | 18:00 |
| ART Jalapa         | 3 - 0 | Matagalpa FC   | Alejandro Ramos Turcio | 1 de mayo   | 18:00 |

### Tabla de Resultados Cruzados
| Local \ Visitante | JAL | DIR | MAN | MAT | OCT | RAN | EST | SEB | UNA | CWF |
| ----------------- | --- | --- | --- | --- | --- | --- | --- | --- | --- | --- |
| ART Jalapa        | —   | 2–2 | 0–0 | 3–0 | 2–0 | 2–0 | 1–2 | 0–1 | 0–0 | 0–0 |
| Diriangén         | 4–1 | —   | 1–0 | 3–1 | 5–0 | 3–0 | 2–4 | 0–3 | 0–2 | 1–0 |
| Managua           | 3–1 | 5–0 | —   | 1–0 | 1–1 | 1–0 | 1–2 | 1–0 | 1–0 | 2–0 |
| Matagalpa         | 3–3 | 0–4 | 3–1 | —   | 3–0 | 2–1 | 2–4 | 5–2 | 2–2 | 0–1 |
| Ocotal            | 2–0 | 0–2 | 2–3 | 0–1 | —   | 2–0 | 0–2 | 0–0 | 3–2 | 2–2 |
| Rancho Santana    | 4–0 | 0–1 | 0–4 | 1–1 | 3–1 | —   | 3–2 | 1–1 | 0–0 | 1–1 |
| Real Estelí       | 1–2 | 2–1 | 1–1 | 2–0 | 3–2 | 3–0 | —   | 1–0 | 5–0 | 2–0 |
| Sébaco            | 0–0 | 1–1 | 0–2 | 1–1 | 2–1 | 1–0 | 1–3 | —   | 3–1 | 1–0 |
| UNAN Managua      | 1–0 | 0–2 | 1–3 | 1–1 | 4–0 | 1–1 | 1–2 | 3–2 | —   | 1–0 |
| Walter Ferretti   | 2–1 | 0–2 | 2–1 | 0–0 | 5–2 | 0–0 | 0–1 | 3–0 | 3–0 | —   |

## Fase Final

### Cuadro de desarrollo
|  | Repechaje         | Repechaje          | Repechaje         |              |   | Semifinales                                                  | Semifinales                                                  | Semifinales                                                  | Semifinales                                                  | Semifinales                                                  |  |    | Final                                                | Final                                                | Final                                                | Final                                                | Final                                                |  |
|  | 4 de mayo de 2025 | 4 de mayo de 2025  | 4 de mayo de 2025 |              |   | 7 y 8 de mayo de 2025 (ida) 10 y 11 de mayo de 2025 (vuelta) | 7 y 8 de mayo de 2025 (ida) 10 y 11 de mayo de 2025 (vuelta) | 7 y 8 de mayo de 2025 (ida) 10 y 11 de mayo de 2025 (vuelta) | 7 y 8 de mayo de 2025 (ida) 10 y 11 de mayo de 2025 (vuelta) | 7 y 8 de mayo de 2025 (ida) 10 y 11 de mayo de 2025 (vuelta) |  |    | 17 de mayo de 2025 (ida) 24 de mayo de 2025 (vuelta) | 17 de mayo de 2025 (ida) 24 de mayo de 2025 (vuelta) | 17 de mayo de 2025 (ida) 24 de mayo de 2025 (vuelta) | 17 de mayo de 2025 (ida) 24 de mayo de 2025 (vuelta) | 17 de mayo de 2025 (ida) 24 de mayo de 2025 (vuelta) |  |
|  |                   |                    |                   |              |   |                                                              |                                                              |                                                              |                                                              |                                                              |  |    |                                                      |                                                      |                                                      |                                                      |                                                      |  |
|  |                   |                    |                   |              |   |                                                              |                                                              |                                                              |                                                              |                                                              |  |    |                                                      |                                                      |                                                      |                                                      |                                                      |  |
|  |                   |                    |                   |              |   |                                                              |                                                              |                                                              |                                                              |                                                              |  |    |                                                      |                                                      |                                                      |                                                      |                                                      |  |
|  |                   |                    |                   |              |   |                                                              |                                                              |                                                              |                                                              |                                                              |  |    |                                                      |                                                      |                                                      |                                                      |                                                      |  |
|  |                   |                    |                   |              |   |                                                              |                                                              |                                                              |                                                              |                                                              |  |    |                                                      |                                                      |                                                      |                                                      |                                                      |  |
|  |                   | 1°                 | Real Estelí FC    | 3            | 1 | 4                                                            |                                                              |                                                              |                                                              |                                                              |  |    |                                                      |                                                      |                                                      |                                                      |                                                      |  |
|  |                   |                    |                   | 3            | 1 | 4                                                            |                                                              |                                                              |                                                              |                                                              |  |    |                                                      |                                                      |                                                      |                                                      |                                                      |  |
|  |                   |                    | 5°                | CS Sébaco    | 1 | 0                                                            | 1                                                            |                                                              |                                                              |                                                              |  |    |                                                      |                                                      |                                                      |                                                      |                                                      |  |
|  | 4°                | CD Walter Ferretti | 5°                | CS Sébaco    | 1 | 0                                                            | 1                                                            | 2                                                            |                                                              |                                                              |  |    |                                                      |                                                      |                                                      |                                                      |                                                      |  |
|  | 4°                | CD Walter Ferretti |                   |              |   |                                                              |                                                              |                                                              |                                                              |                                                              |  |    |                                                      |                                                      |                                                      |                                                      |                                                      |  |
|  | 5°                | CS Sébaco          | 3                 |              |   |                                                              |                                                              |                                                              |                                                              |                                                              |  |    |                                                      |                                                      |                                                      |                                                      |                                                      |  |
|  | 5°                | CS Sébaco          | 3                 |              |   |                                                              |                                                              |                                                              |                                                              |                                                              |  | 1° | Real Estelí FC                                       | 0                                                    | 1                                                    | 1                                                    |                                                      |  |
|  |                   |                    |                   |              |   |                                                              |                                                              |                                                              |                                                              |                                                              |  | 1° | Real Estelí FC                                       | 0                                                    | 1                                                    | 1                                                    |                                                      |  |
|  |                   |                    | 2°                | Managua FC   | 2 | 1                                                            | 3                                                            |                                                              |                                                              |                                                              |  |    |                                                      |                                                      |                                                      |                                                      |                                                      |  |
|  |                   |                    | 2°                | Managua FC   | 2 | 1                                                            | 3                                                            |                                                              |                                                              |                                                              |  |    |                                                      |                                                      |                                                      |                                                      |                                                      |  |
|  |                   |                    |                   |              |   |                                                              |                                                              |                                                              |                                                              |                                                              |  |    |                                                      |                                                      |                                                      |                                                      |                                                      |  |
|  |                   |                    |                   |              |   |                                                              |                                                              |                                                              |                                                              |                                                              |  |    |                                                      |                                                      |                                                      |                                                      |                                                      |  |
|  |                   | 2°                 | Managua FC        | 1            | 3 | 4                                                            |                                                              |                                                              |                                                              |                                                              |  |    |                                                      |                                                      |                                                      |                                                      |                                                      |  |
|  |                   |                    |                   | 1            | 3 | 4                                                            |                                                              |                                                              |                                                              |                                                              |  |    |                                                      |                                                      |                                                      |                                                      |                                                      |  |
|  |                   |                    | 3°                | Diriangén FC | 1 | 1                                                            | 2                                                            |                                                              |                                                              |                                                              |  |    |                                                      |                                                      |                                                      |                                                      |                                                      |  |
|  | 3°                | Diriangén FC       | 3°                | Diriangén FC | 1 | 1                                                            | 2                                                            | 2                                                            |                                                              |                                                              |  |    |                                                      |                                                      |                                                      |                                                      |                                                      |  |
|  | 3°                | Diriangén FC       |                   |              |   |                                                              |                                                              |                                                              |                                                              |                                                              |  |    |                                                      |                                                      |                                                      |                                                      |                                                      |  |
|  | 6°                | Matagalpa FC       | 0                 |              |   |                                                              |                                                              |                                                              |                                                              |                                                              |  |    |                                                      |                                                      |                                                      |                                                      |                                                      |  |
|  | 6°                | Matagalpa FC       | 0                 |              |   |                                                              |                                                              |                                                              |                                                              |                                                              |  |    |                                                      |                                                      |                                                      |                                                      |                                                      |  |
|  |                   |                    |                   |              |   |                                                              |                                                              |                                                              |                                                              |                                                              |  |    |                                                      |                                                      |                                                      |                                                      |                                                      |  |

### Repechaje
| 4 de mayo de 2025; 16:30                                          | CD Walter Ferretti                    | 2:3 (1:2) | CS Sébaco                               | Nacional, Managua           |                             |
|                                                                   | Brandon Ayerdis 38' · Luis Cañate 90' |           | Mario Ramírez 42' · Bryan López 45' 66' | Árbitro(s): Ricardo Mendoza | Árbitro(s): Ricardo Mendoza |
| CS Sébaco clasifica a semifinales con un resultado global de 2:3. |                                       |           |                                         |                             |                             |

| 4 de mayo de 2025; 19:00                                             | Diriangén FC                              | 2:0 (1:0) | Matagalpa FC | Cacique Diriangén, Diriamba |                         |
|                                                                      | Erick Téllez 22' · Jonathan Moncada 90+4' |           |              | Árbitro(s): Jorge Ojeda     | Árbitro(s): Jorge Ojeda |
| Diriangén FC clasifica a semifinales con un resultado global de 2:0. |                                           |           |              |                             |                         |

### Semifinales

#### Real Estelí FC - CS Sébaco
| 7 de mayo de 2025; 15:00 | CS Sébaco         | 1:3 (1:1) | Real Estelí FC                              | Carlos Fonseca, Matagalpa |                           |
|                          | Mario Ramírez 43' |           | Bancy Hernández 26' · Byron Bonilla 57' 76' | Árbitro(s): Eliel Aguirre | Árbitro(s): Eliel Aguirre |

| 10 de mayo de 2025; 19:00                                           | Real Estelí FC    | 1:0 (0:0) (Global 4:1) | CS Sébaco | Independencia, Estelí    |                          |
|                                                                     | William Parra 80' |                        |           | Árbitro(s): Félix Mojica | Árbitro(s): Félix Mojica |
| Real Estelí FC clasifica a la final con un resultado global de 4:1. |                   |                        |           |                          |                          |

#### Managua FC - Diriangén FC
| 8 de mayo de 2025; 20:00 | Diriangén FC       | 1:1 (0:1) | Managua FC       | Cacique Diriangén, Diriamba |                            |
|                          | Renzo Carballo 86' |           | Maikel Reyes 19' | Árbitro(s): Tatiana Guzmán  | Árbitro(s): Tatiana Guzmán |

| 11 de mayo de 2025; 20:00                                       | Managua FC                                                | 3:1 (2:1) (Global 4:2) | Diriangén FC     | Nacional, Managua           |                             |
|                                                                 | Maikel Reyes 7' · Ewerton Bezerra 22' · José Martínez 67' |                        | Erick Téllez 10' | Árbitro(s): Ricardo Mendoza | Árbitro(s): Ricardo Mendoza |
| Managua FC clasifica a la final con un resultado global de 4:2. |                                                           |                        |                  |                             |                             |

### Final
| 17 de mayo de 2025; 19:00 | Managua FC                          | 2:0 (2:0) | Real Estelí FC | Nacional, Managua           |                             |
|                           | José Martínez 5' · Maikel Reyes 28' |           |                | Árbitro(s): Ricardo Mendoza | Árbitro(s): Ricardo Mendoza |

| 24 de mayo de 2025; 19:00 | Real Estelí FC    | 1:1 (1:0) (Global 1:3) | Managua FC        | Independencia, Estelí    |                          |
|                           | Harold Medina 42' |                        | Kevin Serapio 73' | Árbitro(s): Félix Mojica | Árbitro(s): Félix Mojica |

#### Ida
| 25    | POR   | Alyer López     |     |
| 14    | DEF   | Steven Cáceres  |     |
| 4     | DEF   | Darwin Carrero  |     |
| 3     | DEF   | Matías Steib    |     |
| 16    | DEF   | Jeremy Cuarezma | 55' |
| 7     | MED   | Kevin Serapio   |     |
| 5     | MED   | Ewerton Bezerra |     |
| 8     | MED   | Marlon López    | 79' |
| 11    | DEL   | Juan Barrera    | 79' |
| 9     | DEL   | Maikel Reyes    | 62' |
| 40    | DEL   | José Martínez   | 62' |
| D. T. | D. T. | Emilio Aburto   |     |

| 25    | POR   | Jason Vega      |     |
| 23    | DEF   | Óscar Acevedo   | 46' |
| 34    | DEF   | Joab Gutiérrez  |     |
| 4     | DEF   | Marvin Fletes   |     |
| 27    | DEF   | Josué Quijano   | 85' |
| 10    | MED   | Harold Medina   | 82' |
| 28    | MED   | Kadeem Cole     |     |
| 8     | MED   | Jorge Sánchez   | 70' |
| 7     | DEL   | Byron Bonilla   |     |
| 9     | DEL   | Dustin Corea    | 46' |
| 11    | DEL   | Bancy Hernández |     |
| D. T. | D. T. | Otoniel Olivas  |     |

| 21 | DEF | Junior Delgado   | 55' |
| 17 | DEL | Abner Acuña      | 62' |
| 24 | DEL | Ronald Palacios  | 62' |
| 10 | DEL | Lucas dos Santos | 79' |
| 27 | DEL | Ismael Mendieta  | 79' |

| 19 | DEF | Evert Martínez  | 46' |
| 18 | MED | William Parra   | 46' |
| 12 | DEL | Widman Talavera | 70' |
| 20 | DEL | José Lloreda    | 82' |
| 13 | MED | Agenor Báez     | 85' |

| 5' · 28' | José Martínez Maikel Reyes | 1:0 2:0 |

| 32' · 35' | Darwin Carrero Jeremy Cuarezma |

| 31' | Marvin Fletes |

| Principal  | Eliel Aguirre    |
| Asistentes | Keytzel Corrales |
|            | Brandon Ampie    |
| Cuarto     | Rodolfo Paiz     |

| 25    | POR   | Alyer López     |     |
| 14    | DEF   | Steven Cáceres  |     |
| 4     | DEF   | Darwin Carrero  |     |
| 3     | DEF   | Matías Steib    |     |
| 16    | DEF   | Jeremy Cuarezma | 55' |
| 7     | MED   | Kevin Serapio   |     |
| 5     | MED   | Ewerton Bezerra |     |
| 8     | MED   | Marlon López    | 79' |
| 11    | DEL   | Juan Barrera    | 79' |
| 9     | DEL   | Maikel Reyes    | 62' |
| 40    | DEL   | José Martínez   | 62' |
| D. T. | D. T. | Emilio Aburto   |     |

| 25    | POR   | Jason Vega      |     |
| 23    | DEF   | Óscar Acevedo   | 46' |
| 34    | DEF   | Joab Gutiérrez  |     |
| 4     | DEF   | Marvin Fletes   |     |
| 27    | DEF   | Josué Quijano   | 85' |
| 10    | MED   | Harold Medina   | 82' |
| 28    | MED   | Kadeem Cole     |     |
| 8     | MED   | Jorge Sánchez   | 70' |
| 7     | DEL   | Byron Bonilla   |     |
| 9     | DEL   | Dustin Corea    | 46' |
| 11    | DEL   | Bancy Hernández |     |
| D. T. | D. T. | Otoniel Olivas  |     |

| 21 | DEF | Junior Delgado   | 55' |
| 17 | DEL | Abner Acuña      | 62' |
| 24 | DEL | Ronald Palacios  | 62' |
| 10 | DEL | Lucas dos Santos | 79' |
| 27 | DEL | Ismael Mendieta  | 79' |

| 19 | DEF | Evert Martínez  | 46' |
| 18 | MED | William Parra   | 46' |
| 12 | DEL | Widman Talavera | 70' |
| 20 | DEL | José Lloreda    | 82' |
| 13 | MED | Agenor Báez     | 85' |

| 5' · 28' | José Martínez Maikel Reyes | 1:0 2:0 |

| 32' · 35' | Darwin Carrero Jeremy Cuarezma |

| 31' | Marvin Fletes |

| Principal  | Eliel Aguirre    |
| Asistentes | Keytzel Corrales |
|            | Brandon Ampie    |
| Cuarto     | Rodolfo Paiz     |

| 25    | POR   | Alyer López     |     |
| 14    | DEF   | Steven Cáceres  |     |
| 4     | DEF   | Darwin Carrero  |     |
| 3     | DEF   | Matías Steib    |     |
| 16    | DEF   | Jeremy Cuarezma | 55' |
| 7     | MED   | Kevin Serapio   |     |
| 5     | MED   | Ewerton Bezerra |     |
| 8     | MED   | Marlon López    | 79' |
| 11    | DEL   | Juan Barrera    | 79' |
| 9     | DEL   | Maikel Reyes    | 62' |
| 40    | DEL   | José Martínez   | 62' |
| D. T. | D. T. | Emilio Aburto   |     |

| 25    | POR   | Jason Vega      |     |
| 23    | DEF   | Óscar Acevedo   | 46' |
| 34    | DEF   | Joab Gutiérrez  |     |
| 4     | DEF   | Marvin Fletes   |     |
| 27    | DEF   | Josué Quijano   | 85' |
| 10    | MED   | Harold Medina   | 82' |
| 28    | MED   | Kadeem Cole     |     |
| 8     | MED   | Jorge Sánchez   | 70' |
| 7     | DEL   | Byron Bonilla   |     |
| 9     | DEL   | Dustin Corea    | 46' |
| 11    | DEL   | Bancy Hernández |     |
| D. T. | D. T. | Otoniel Olivas  |     |

| 21 | DEF | Junior Delgado   | 55' |
| 17 | DEL | Abner Acuña      | 62' |
| 24 | DEL | Ronald Palacios  | 62' |
| 10 | DEL | Lucas dos Santos | 79' |
| 27 | DEL | Ismael Mendieta  | 79' |

| 19 | DEF | Evert Martínez  | 46' |
| 18 | MED | William Parra   | 46' |
| 12 | DEL | Widman Talavera | 70' |
| 20 | DEL | José Lloreda    | 82' |
| 13 | MED | Agenor Báez     | 85' |

| 5' · 28' | José Martínez Maikel Reyes | 1:0 2:0 |

| 32' · 35' | Darwin Carrero Jeremy Cuarezma |

| 31' | Marvin Fletes |

| Principal  | Eliel Aguirre    |
| Asistentes | Keytzel Corrales |
|            | Brandon Ampie    |
| Cuarto     | Rodolfo Paiz     |

| 25    | POR   | Alyer López     |     |
| 14    | DEF   | Steven Cáceres  |     |
| 4     | DEF   | Darwin Carrero  |     |
| 3     | DEF   | Matías Steib    |     |
| 16    | DEF   | Jeremy Cuarezma | 55' |
| 7     | MED   | Kevin Serapio   |     |
| 5     | MED   | Ewerton Bezerra |     |
| 8     | MED   | Marlon López    | 79' |
| 11    | DEL   | Juan Barrera    | 79' |
| 9     | DEL   | Maikel Reyes    | 62' |
| 40    | DEL   | José Martínez   | 62' |
| D. T. | D. T. | Emilio Aburto   |     |

| 25    | POR   | Jason Vega      |     |
| 23    | DEF   | Óscar Acevedo   | 46' |
| 34    | DEF   | Joab Gutiérrez  |     |
| 4     | DEF   | Marvin Fletes   |     |
| 27    | DEF   | Josué Quijano   | 85' |
| 10    | MED   | Harold Medina   | 82' |
| 28    | MED   | Kadeem Cole     |     |
| 8     | MED   | Jorge Sánchez   | 70' |
| 7     | DEL   | Byron Bonilla   |     |
| 9     | DEL   | Dustin Corea    | 46' |
| 11    | DEL   | Bancy Hernández |     |
| D. T. | D. T. | Otoniel Olivas  |     |

| 21 | DEF | Junior Delgado   | 55' |
| 17 | DEL | Abner Acuña      | 62' |
| 24 | DEL | Ronald Palacios  | 62' |
| 10 | DEL | Lucas dos Santos | 79' |
| 27 | DEL | Ismael Mendieta  | 79' |

| 19 | DEF | Evert Martínez  | 46' |
| 18 | MED | William Parra   | 46' |
| 12 | DEL | Widman Talavera | 70' |
| 20 | DEL | José Lloreda    | 82' |
| 13 | MED | Agenor Báez     | 85' |

| 5' · 28' | José Martínez Maikel Reyes | 1:0 2:0 |

| 32' · 35' | Darwin Carrero Jeremy Cuarezma |

| 31' | Marvin Fletes |

| Principal  | Eliel Aguirre    |
| Asistentes | Keytzel Corrales |
|            | Brandon Ampie    |
| Cuarto     | Rodolfo Paiz     |

#### Vuelta
| 22    | POR   | César Salandía  |  |
| 34    | DEF   | Joab Gutiérrez  |  |
| 19    | DEF   | Evert Martínez  |  |
| 18    | DEF   | William Parra   |  |
| 27    | DEF   | Josué Quijano   |  |
| 10    | MED   | Harold Medina   |  |
| 28    | MED   | Kadeem Cole     |  |
| 8     | MED   | Jorge Sánchez   |  |
| 7     | DEL   | Byron Bonilla   |  |
| 20    | DEL   | José Lloreda    |  |
| 11    | DEL   | Bancy Hernández |  |
| D. T. | D. T. | Otoniel Olivas  |  |

| 25    | POR   | Alyer López     |  |
| 16    | DEF   | Jeremy Cuarezma |  |
| 4     | DEF   | Darwin Carrero  |  |
| 3     | DEF   | Matías Steib    |  |
| 14    | DEF   | Steven Cáceres  |  |
| 7     | MED   | Kevin Serapio   |  |
| 5     | MED   | Ewerton Bezerra |  |
| 8     | MED   | Marlon López    |  |
| 11    | DEL   | Juan Barrera    |  |
| 9     | DEL   | Maikel Reyes    |  |
| 40    | DEL   | José Martínez   |  |
| D. T. | D. T. | Emilio Aburto   |  |

| width=10% | DEF | ? | Entró |
|           | DEL | ? | Entró |
|           | DEL | ? | Entró |
|           | DEL | ? | Entró |
|           | DEL | ? | Entró |

| width=10% | DEF | ? | Entró |
|           | MED | ? | Entró |
|           | DEL | ? | Entró |
|           | DEL | ? | Entró |
|           | MED | ? | Entró |

| 42' | Harold Medina | 1:0 |

| 73' | Kevin Serapio | 1:1 |

| 34' | Joab Gutiérrez |

| 36' · 39' · 90+3' | Kevin Serapio Marlon López Alyer López |

| 60' | Juan Barrera |

| Principal  | Félix Mojica   |
| Asistentes | Henri Pupiro   |
|            | ?              |
| Cuarto     | Tatiana Guzmán |

| 22    | POR   | César Salandía  |  |
| 34    | DEF   | Joab Gutiérrez  |  |
| 19    | DEF   | Evert Martínez  |  |
| 18    | DEF   | William Parra   |  |
| 27    | DEF   | Josué Quijano   |  |
| 10    | MED   | Harold Medina   |  |
| 28    | MED   | Kadeem Cole     |  |
| 8     | MED   | Jorge Sánchez   |  |
| 7     | DEL   | Byron Bonilla   |  |
| 20    | DEL   | José Lloreda    |  |
| 11    | DEL   | Bancy Hernández |  |
| D. T. | D. T. | Otoniel Olivas  |  |

| 25    | POR   | Alyer López     |  |
| 16    | DEF   | Jeremy Cuarezma |  |
| 4     | DEF   | Darwin Carrero  |  |
| 3     | DEF   | Matías Steib    |  |
| 14    | DEF   | Steven Cáceres  |  |
| 7     | MED   | Kevin Serapio   |  |
| 5     | MED   | Ewerton Bezerra |  |
| 8     | MED   | Marlon López    |  |
| 11    | DEL   | Juan Barrera    |  |
| 9     | DEL   | Maikel Reyes    |  |
| 40    | DEL   | José Martínez   |  |
| D. T. | D. T. | Emilio Aburto   |  |

| width=10% | DEF | ? | Entró |
|           | DEL | ? | Entró |
|           | DEL | ? | Entró |
|           | DEL | ? | Entró |
|           | DEL | ? | Entró |

| width=10% | DEF | ? | Entró |
|           | MED | ? | Entró |
|           | DEL | ? | Entró |
|           | DEL | ? | Entró |
|           | MED | ? | Entró |

| 42' | Harold Medina | 1:0 |

| 73' | Kevin Serapio | 1:1 |

| 34' | Joab Gutiérrez |

| 36' · 39' · 90+3' | Kevin Serapio Marlon López Alyer López |

| 60' | Juan Barrera |

| Principal  | Félix Mojica   |
| Asistentes | Henri Pupiro   |
|            | ?              |
| Cuarto     | Tatiana Guzmán |

| 22    | POR   | César Salandía  |  |
| 34    | DEF   | Joab Gutiérrez  |  |
| 19    | DEF   | Evert Martínez  |  |
| 18    | DEF   | William Parra   |  |
| 27    | DEF   | Josué Quijano   |  |
| 10    | MED   | Harold Medina   |  |
| 28    | MED   | Kadeem Cole     |  |
| 8     | MED   | Jorge Sánchez   |  |
| 7     | DEL   | Byron Bonilla   |  |
| 20    | DEL   | José Lloreda    |  |
| 11    | DEL   | Bancy Hernández |  |
| D. T. | D. T. | Otoniel Olivas  |  |

| 25    | POR   | Alyer López     |  |
| 16    | DEF   | Jeremy Cuarezma |  |
| 4     | DEF   | Darwin Carrero  |  |
| 3     | DEF   | Matías Steib    |  |
| 14    | DEF   | Steven Cáceres  |  |
| 7     | MED   | Kevin Serapio   |  |
| 5     | MED   | Ewerton Bezerra |  |
| 8     | MED   | Marlon López    |  |
| 11    | DEL   | Juan Barrera    |  |
| 9     | DEL   | Maikel Reyes    |  |
| 40    | DEL   | José Martínez   |  |
| D. T. | D. T. | Emilio Aburto   |  |

| width=10% | DEF | ? | Entró |
|           | DEL | ? | Entró |
|           | DEL | ? | Entró |
|           | DEL | ? | Entró |
|           | DEL | ? | Entró |

| width=10% | DEF | ? | Entró |
|           | MED | ? | Entró |
|           | DEL | ? | Entró |
|           | DEL | ? | Entró |
|           | MED | ? | Entró |

| 42' | Harold Medina | 1:0 |

| 73' | Kevin Serapio | 1:1 |

| 34' | Joab Gutiérrez |

| 36' · 39' · 90+3' | Kevin Serapio Marlon López Alyer López |

| 60' | Juan Barrera |

| Principal  | Félix Mojica   |
| Asistentes | Henri Pupiro   |
|            | ?              |
| Cuarto     | Tatiana Guzmán |

| 22    | POR   | César Salandía  |  |
| 34    | DEF   | Joab Gutiérrez  |  |
| 19    | DEF   | Evert Martínez  |  |
| 18    | DEF   | William Parra   |  |
| 27    | DEF   | Josué Quijano   |  |
| 10    | MED   | Harold Medina   |  |
| 28    | MED   | Kadeem Cole     |  |
| 8     | MED   | Jorge Sánchez   |  |
| 7     | DEL   | Byron Bonilla   |  |
| 20    | DEL   | José Lloreda    |  |
| 11    | DEL   | Bancy Hernández |  |
| D. T. | D. T. | Otoniel Olivas  |  |

| 25    | POR   | Alyer López     |  |
| 16    | DEF   | Jeremy Cuarezma |  |
| 4     | DEF   | Darwin Carrero  |  |
| 3     | DEF   | Matías Steib    |  |
| 14    | DEF   | Steven Cáceres  |  |
| 7     | MED   | Kevin Serapio   |  |
| 5     | MED   | Ewerton Bezerra |  |
| 8     | MED   | Marlon López    |  |
| 11    | DEL   | Juan Barrera    |  |
| 9     | DEL   | Maikel Reyes    |  |
| 40    | DEL   | José Martínez   |  |
| D. T. | D. T. | Emilio Aburto   |  |

| width=10% | DEF | ? | Entró |
|           | DEL | ? | Entró |
|           | DEL | ? | Entró |
|           | DEL | ? | Entró |
|           | DEL | ? | Entró |

| width=10% | DEF | ? | Entró |
|           | MED | ? | Entró |
|           | DEL | ? | Entró |
|           | DEL | ? | Entró |
|           | MED | ? | Entró |

| 42' | Harold Medina | 1:0 |

| 73' | Kevin Serapio | 1:1 |

| 34' | Joab Gutiérrez |

| 36' · 39' · 90+3' | Kevin Serapio Marlon López Alyer López |

| 60' | Juan Barrera |

| Principal  | Félix Mojica   |
| Asistentes | Henri Pupiro   |
|            | ?              |
| Cuarto     | Tatiana Guzmán |

|                       |
| Campeón Managua F. C. |
| 2° título             |

## Repechaje por la permanencia
El penúltimo lugar de la tabla acumulada del torneo, Rancho Santana FC jugará un repechaje por permanecer en Primera División contra el campeón peor clasificado de la Segunda División de Nicaragua, CD Río Blanco. 
| 25 de mayo de 2025; 15:00 | CD Río Blanco | 0:2 (0:2) | Rancho Santana FC                           | Carlos Fonseca, Matagalpa |  |
|                           |               |           | Leonardo Bonilla 13' · Dayron Benavides 26' |                           |  |

| 31 de mayo de 2025; 18:00                                               | Rancho Santana FC | 0:1 (0:0) (Global 2:1) | CD Río Blanco          | Nacional, Managua |  |
|                                                                         |                   |                        | Steven Hernández 90+7' |                   |  |
| Rancho Santana FC mantiene la categoría con un resultado global de 2:1. |                   |                        |                        |                   |  |

## Estadísticas

### Máximos goleadores
Lista con los máximos goleadores de la competencia.
| Pos. | Posición | Jugador           | Equipo            | Goles |
| ---- | -------- | ----------------- | ----------------- | ----- |
| 1.º  |          | Edwin López       | CD Ocotal         | 11    |
| 2.º  |          | Bancy Hernández   | Real Estelí FC    | 10    |
| 3.º  |          | Renzo Carballo    | Diriangén FC      | 9     |
| 4.º  |          | Jorge García      | Matagalpa FC      | 8     |
| 5.º  |          | Jonathan Moncada  | Diriangén FC      | 8     |
| 6.º  |          | Maikel Reyes      | Managua FC        | 7     |
| 7.º  |          | Óscar Rosales     | ART Jalapa        | 7     |
| 8.º  |          | Miguel Tercero    | Rancho Santana FC | 6     |
| 9.º  |          | Robinson da Silva | Matagalpa FC      | 5     |
| 10.º |          | Byron Bonilla     | Real Estelí FC    | 5     |